# 涅維爾基夫
50°42′19″N 26°50′22″E / 50.70528°N 26.83944°E
涅维尔科夫，或译涅维尔基夫，是烏克蘭西北部的村莊，隸屬里夫內州的里夫內區。該村始建於1463年，面積7.03平方公里，2001年人口1,124，人口密度每平方公里160人。